# Johann Christian Petersen (der Jüngere)
Johann Christian Petersen, genannt der Jüngere (* 24. April 1750 in Rostock; † 12. Oktober oder 13. Oktober 1806 ebenda) war ein deutscher lutherischer Theologe. Er lehrte an der Universität Rostock.

## Leben
Der Sohn des Pastors Andreas Christian Petersen (1721–1772) und Enkel des Rostocker Professors Johann Christian Petersen (der Ältere) (1682–1766) besuchte Schulen in Rostock und studierte anschließend Theologie an der dortigen Universität. Er schloss seine Studien mit der Promotion zum Magister artium 1773 an der Universität Jena ab.
Anschließend wurde Petersen 1774 Diakon der Jakobikirche. Er galt dort als beliebter Prediger und zeichnete sich durch einen freundschaftlichen Charakter aus. Außerdem setzte er sich für Arme ein und rief in Predigten dazu auf, ihm gleichzutun.
1796 wurde Petersen zunächst Privatdozent, dann erster rätlicher Professor der Theologie an der Universität Rostock. Damit war er Nachfolger von Joachim Hartmann. Archidiakon der Jakobikirche wurde er 1798.
In der Nacht vom 12. auf den 13. Oktober 1806 verstarb Petersen im Alter von 56 Jahren. Das Diakonat und die Professur übte er bis zu seinem Tode aus. Sein Nachfolger an der Universität wurde Gustav Friedrich Wiggers.
Einige Predigten Petersens wurden nach seinem Tode 1808 zu Rostock vom Theologen Johann Christian Wilhelm Dahl (1771–1810) herausgegeben. Dahl hatte 1808 außerdem Petersens Tochter Friederika Sophia Maria geheiratet.

## Werke
- Rede bei der Einweihung des neuen Altars der Jakobskirche in Rostock. Rostock 1783
- Gedanken über Abschaffung der zufälligen Einkünfte der Geistlichen, in Beziehung auf die Rostokischen Prediger; veranlaßt durch die gekrönte Preisschrift über Abschaffung der Accidentalhebungen der Ehrngeistlichkeit. Rostock 1785
- Rede zur Feier der Vermählung des Erbprinzen Friedrich Ludwig mit der Großfürstin Helena, im Namen des akademischen Senats gehalten (von dem durch die Zeitumstände erhöhten Werth der Wohlfahrt des Vaterlandes.) Rostock 1799
- Ueber Gott wohlgefällige Opfer, wodurch Christen dem Bilde ihres Erlösers ähnlich werden; eine Predigt (zur Empfehlung der Armenanstalten.) Rostock 1803